# Phaseolus vulgaris

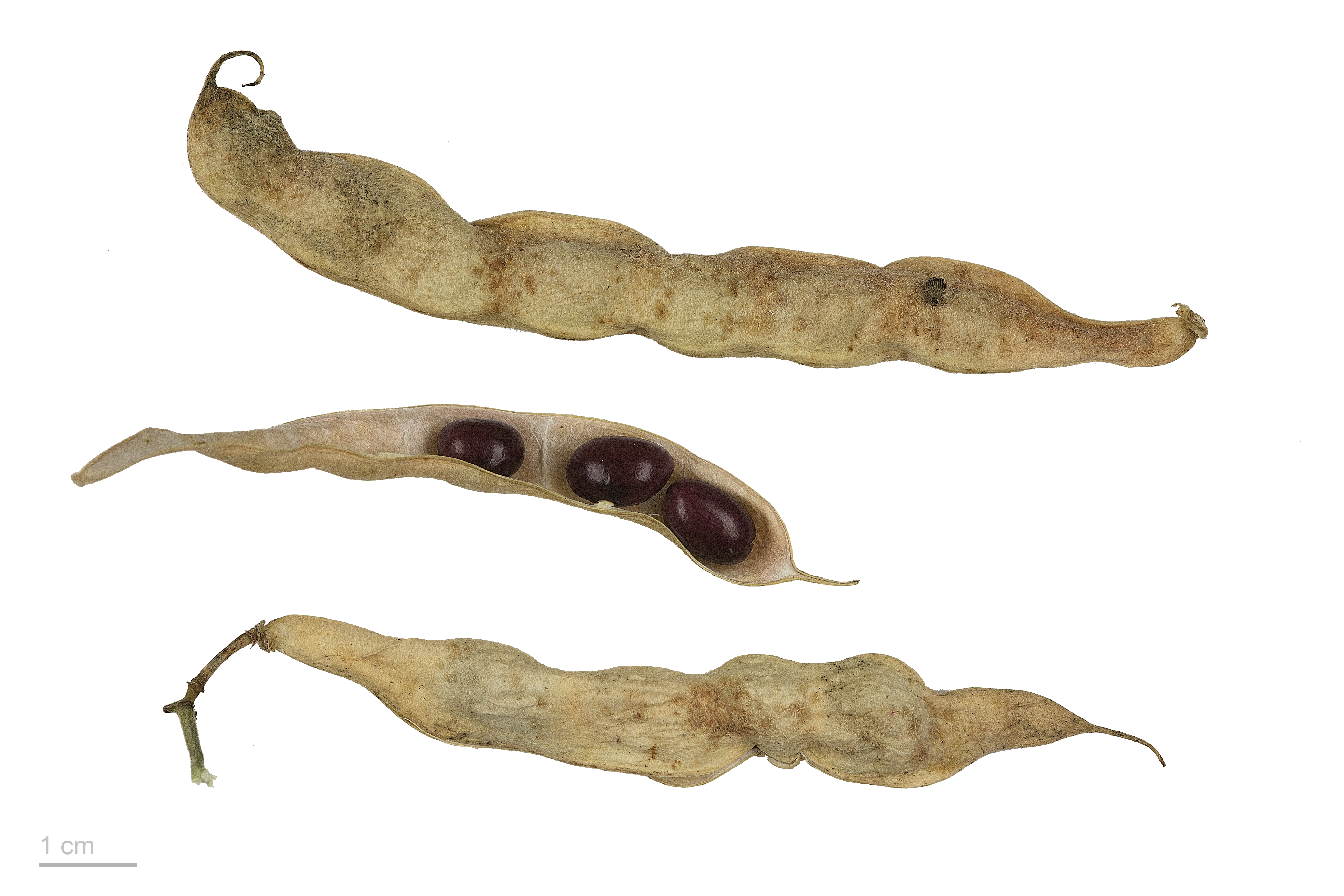
Phaseolus vulgaris"

Đậu que, đậu ve hay đậu cô ve (gốc từ tiếng Pháp: haricot vert) có danh pháp khoa học là Phaseolus vulgaris. Có nhiều giống khác nhau được trồng với hương vị và màu sắc khác nhau: từ vàng tới lục nhạt hoặc hơi tím. Quả đậu cô ve có thể được bán ở dạng đóng hộp, đông lạnh hoặc tươi.

## Tên gọi
Tên gọi đậu que thường gây nhầm lẫn với các loại đậu khác cũng được gọi là đậu que trong tiếng Việt, dùng để chỉ các loại đậu có tên green bean, string bean, snap bean ở đông bắc và phía tây nước Mỹ, hoặc tên ejotes ở Mexico, là quả chưa chín của những giống đậu được trồng riêng biệt để lấy cả vỏ lẫn ruột. Tại các nước nói tiếng Anh, từ green bean hoặc common bean thông thường là tên gọi để chỉ phần quả đậu còn tươi, chưa chín của cây Á hậu đậu (Phaseolus coccineus), đậu đũa (Vigna unguiculata sesquipedalis), đậu ván, hay đậu rồng (Psophocarpus tetragonolobus). Đậu Hà Lan (Pisum sativum) đôi khi cũng được gọi là green bean tại Mỹ.
Ngoài ra, tên gọi haricot vert có thể nhầm lẫn với haricot bean hoặc Navy bean, là một loại hạt đậu khô. Cũng cần phân biệt đậu cô ve với đậu tây.

## Đặc điểm
Cây cỏ một năm, lá kép với 3 lá chét hình tam giác, chùm hoa gồm nhiều hoa màu trắng hoặc tím. Quả dài, dẹt chứa nhiều hạt hình thận.

## Phân bố, sử dụng
Đậu cô ve là loài cây thường niên được thuần hóa ban đầu tại khu vực Mesoamerica và Andes cổ đại của Trung Mỹ, ngày nay được trồng phổ biến trên khắp thế giới để lấy quả đậu, cả dạng khô lẫn đậu cô ve tươi. Lá cây đậu cô ve đôi khi cũng được dùng như rau xanh, và rễ dùng làm thức ăn cho gia súc. Đậu cô ve cùng với bí và ngô là ba loại ngũ cốc cơ bản của nền nông nghiệp thổ dân châu Mỹ. Là một cây thuộc phân họ Đậu, rễ của đậu cô ve các loài vi khuẩn cố định ni tơ cung cấp dưỡng chất cần thiết cho hai loài cây kia.

## Chất độc

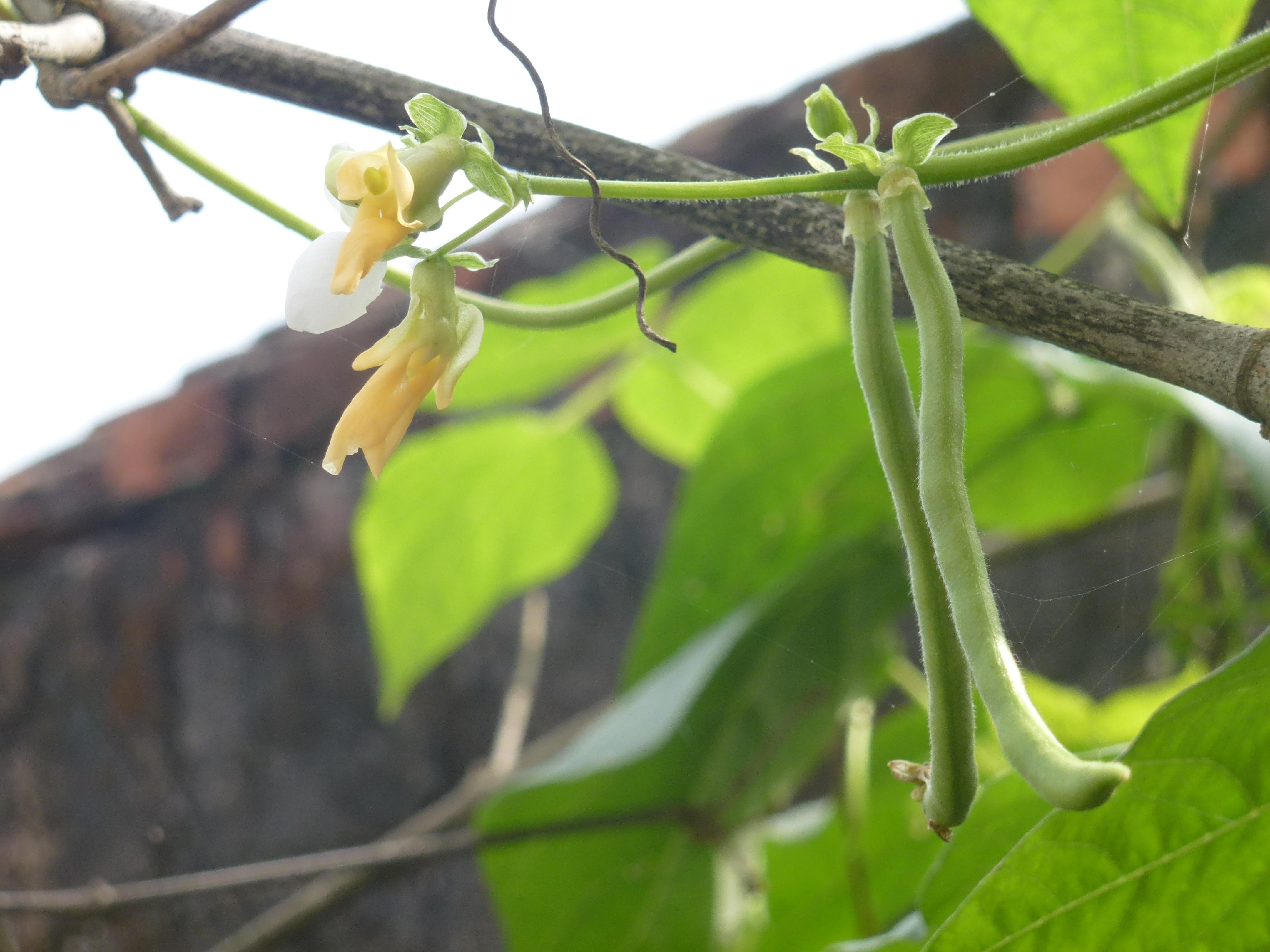
Hoa và quả đậu que thường

Độc chất phytohaemagglutinin, một hợp chất lectin, có trong nhiều loại đậu phổ biến, đặc biệt ở đậu tây đỏ. Đậu tây trắng chứa khoảng 1/3 lượng độc tố so với đậu tây đỏ; đậu tằm (vicia faba) chứa khoảng 5-10% độc tố so đậu tây đỏ.
Phytohaemagglutinin có thể bị mất hoạt tính khi luộc đậu trong vòng 10 phút ở nhiệt độ sôi (100 °C; 212 °F). Đối với đậu khô, cục quản lý Thực phẩm và Dược phẩm Hoa Kỳ (FDA) cũng khuyến cáo phải ngâm đậu trong nước ít nhất 5 giờ và sau đó nên lược bỏ nước ngâm.
Nếu nấu đậu ở nhiệt độ dưới điểm sôi, chẳng hạn như sử dụng nồi hầm (slow cooker), độc tính của haemagglutinin sẽ tăng lên: đậu nấu ở 80 °C (176 °F) độc tính được ghi nhận tăng gấp năm lần so với đậu sống. Sự gia tăng các ca ngộ độc có liên quan đến việc nấu đậu trong nồi hầm.
Các triệu chứng chính của ngộ độc phytohaemagglutinin là buồn nôn, nôn, tiêu chảy. Bắt đầu từ một đến ba giờ sau khi ăn đậu được nấu không đúng cách, và các triệu chứng thường giảm trong vòng vài giờ. Chỉ ăn khoảng bốn hoặc năm hạt đậu sống ngâm cũng có thể gây ra các triệu chứng trên.
Đậu chứa nhiều purin, và được chuyển hóa thành axít uric. Axít uric không phải là một chất độc nhưng nó có thể thúc đẩy sự phát triển hay làm trầm trọng bệnh gút. Vì lý do này, những người có bệnh gút thường được khuyên nên hạn chế ăn các loại đậu.

## Các giống cây trồng
Tại Việt Nam, có hai giống cây trồng chủ yếu:
- Giống lùn

- Đậu cô ve vàng, còn gọi là đậu vàng hay đậu cô bơ: Quả non có màu vàng; hạt hình bầu dục, màu đen bóng. Dùng để ăn quả non.
- Đậu cô ve xanh, còn gọi là đậu đỏ, đậu quả cật, đậu cật lợn: Quả non màu xanh; hạt hình thận, màu đỏ, to nhất trong các giống cô ve. Có thể ăn quả non hoặc ăn hạt.
- Đậu cô ve nâu: quả non màu xanh, hạt màu nâu, hình bầu dục. Chỉ ăn hạt.
- Đậu cô ve trắng hay đậu trắng, đậu xoát xông: quả non màu xanh, hạt màu trắng, hình trứng. Chỉ ăn hạt.
- Đậu cô ve đen hay đậu đen: quả non màu xanh, hạt màu đen, hình bầu dục. Chỉ ăn hạt.

- Giống leo

- Đậu cô ve chạch hay đậu chạch, đậu Vân Nam: quả non màu xanh, hạt màu trắng, hình bầu dục dài. Ăn quả non.
- Đậu cô ve bở hay đậu bở: quả non màu xanh, hạt màu nâu, hình bầu dục. Ăn quả non.
- Đậu cô ve trắng hay đậu trắng, đậu trứng sáo: quả non màu xanh, hạt màu trắng, hình trứng. Chỉ ăn hạt.

## Hình ảnh

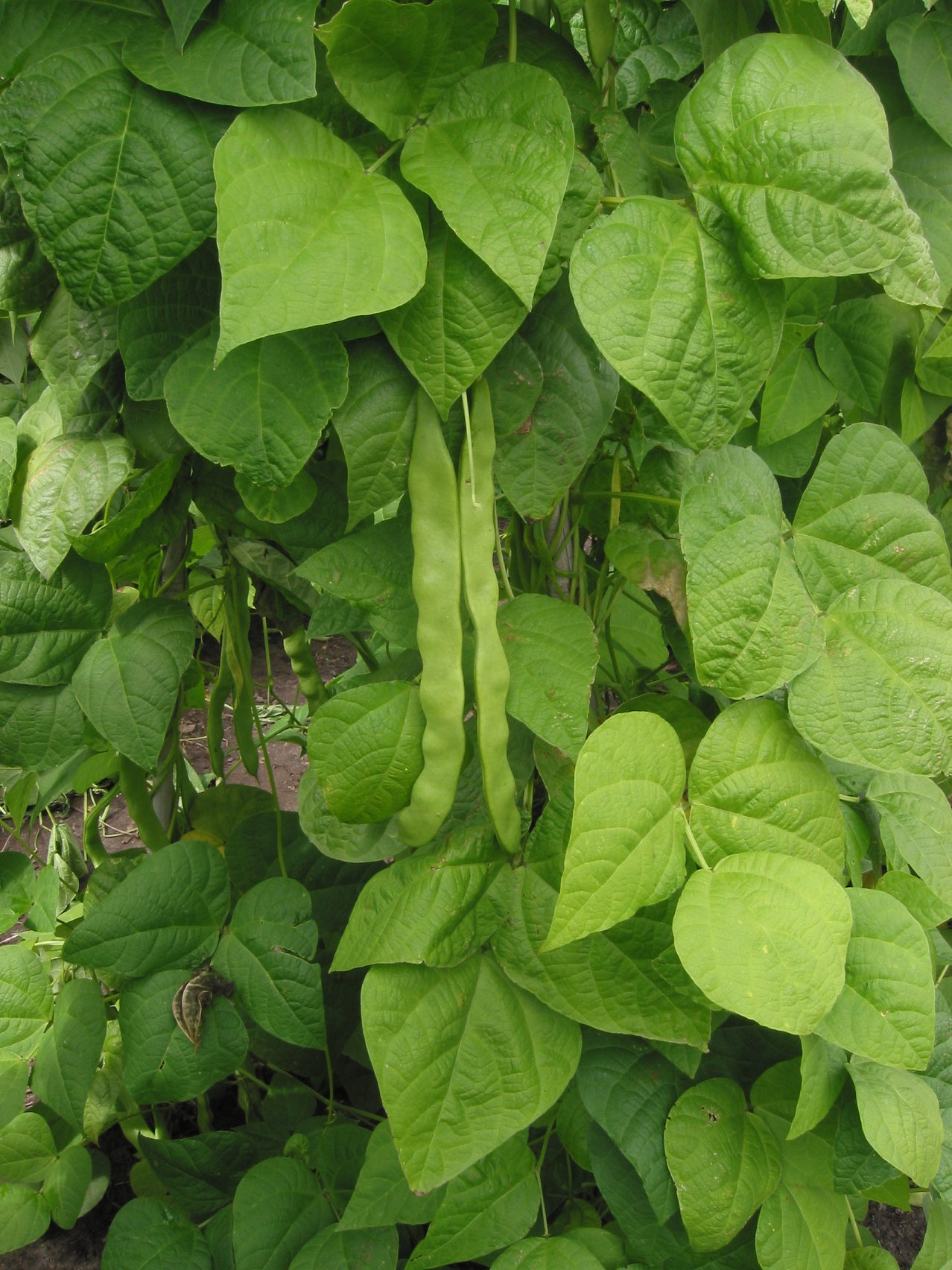
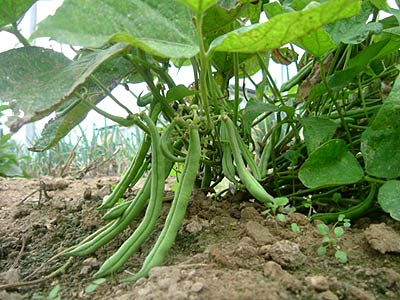
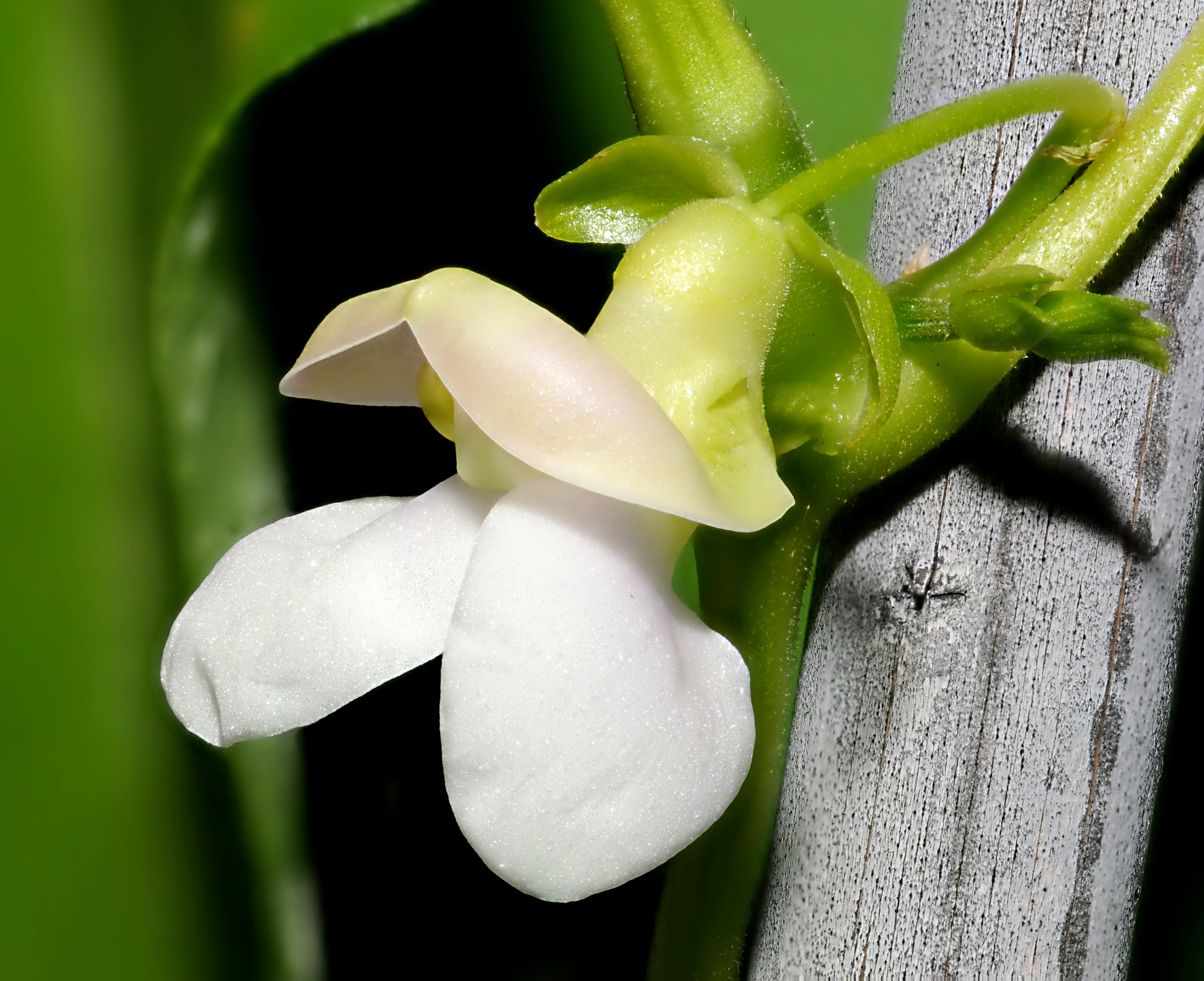
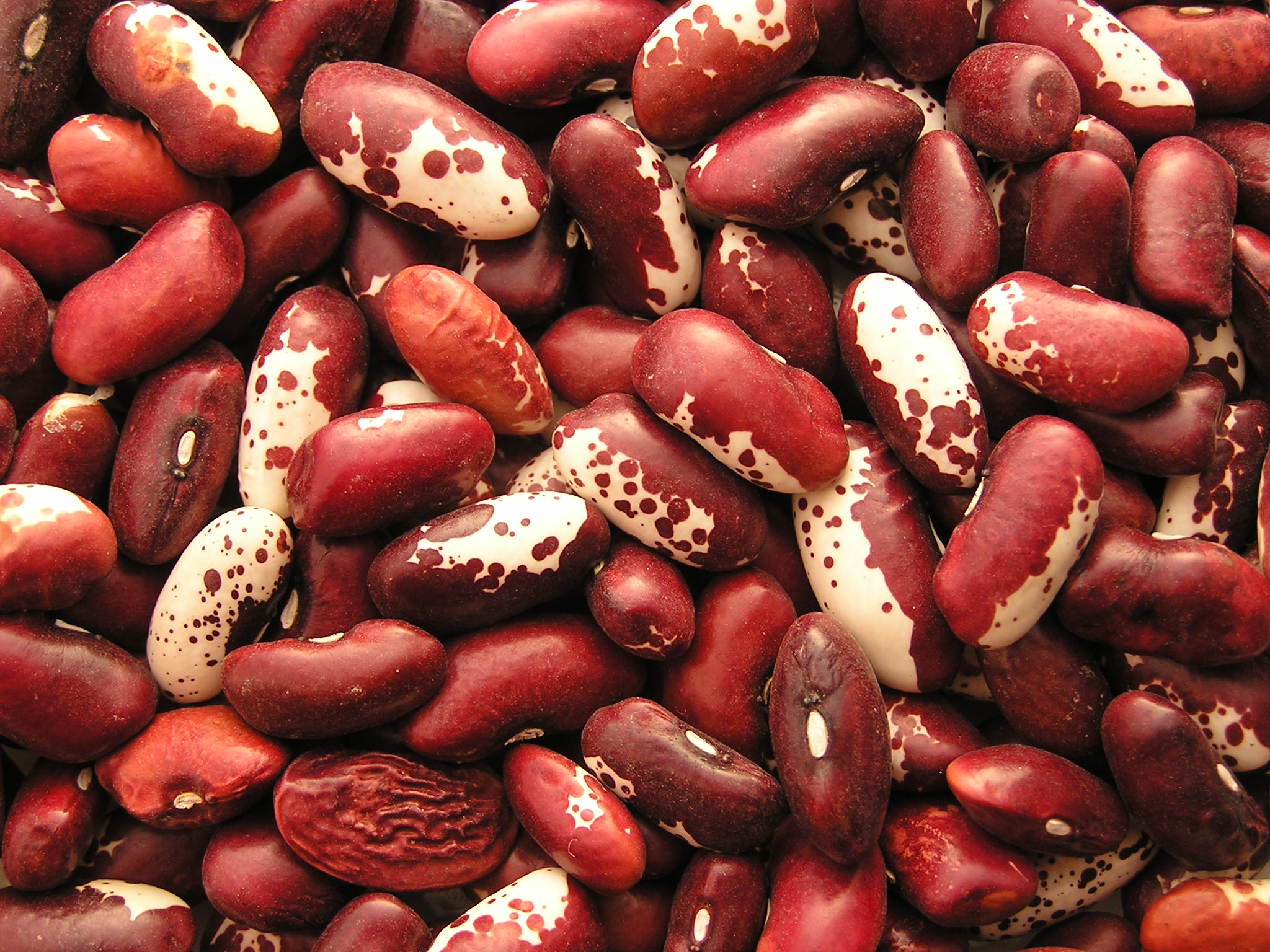
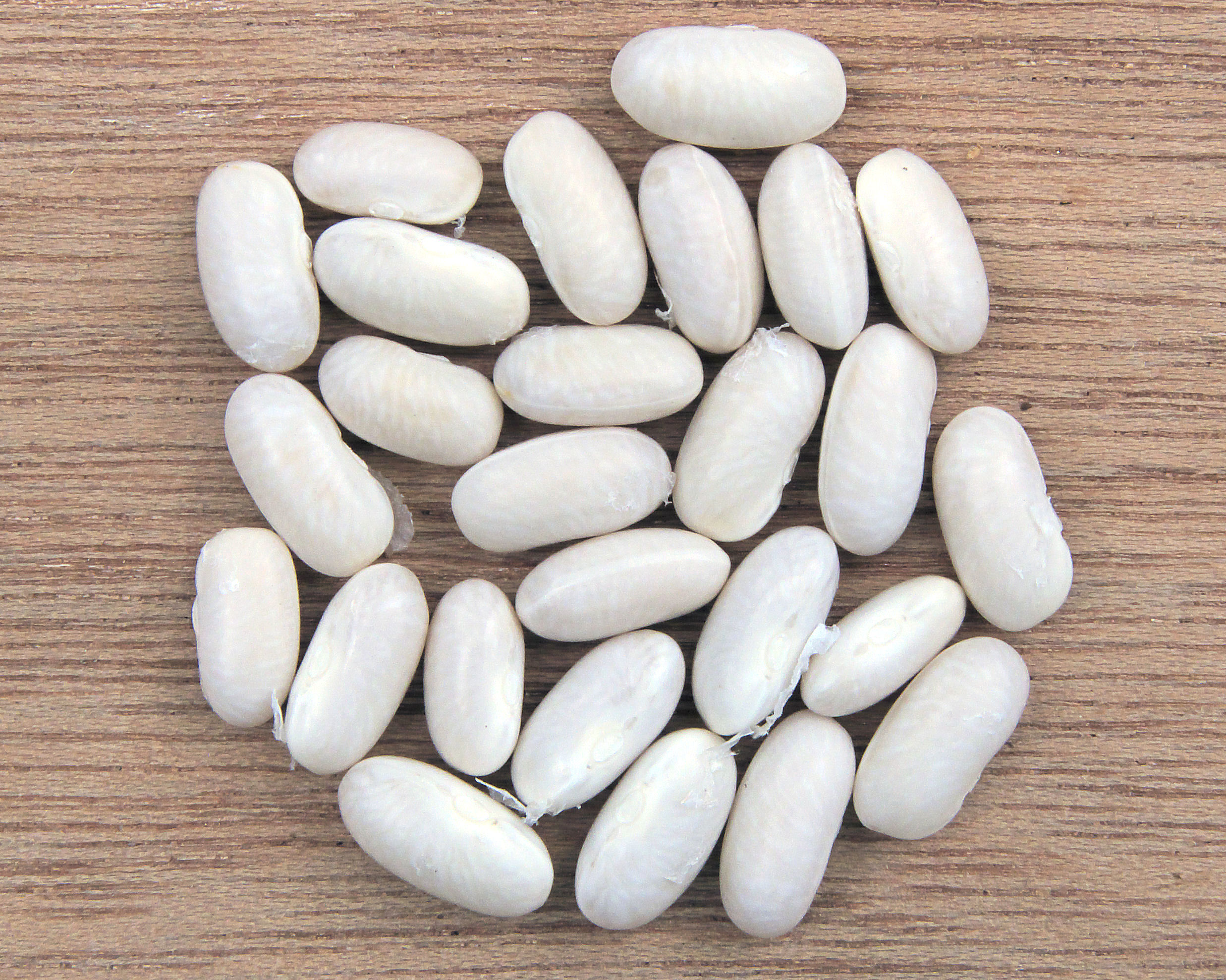
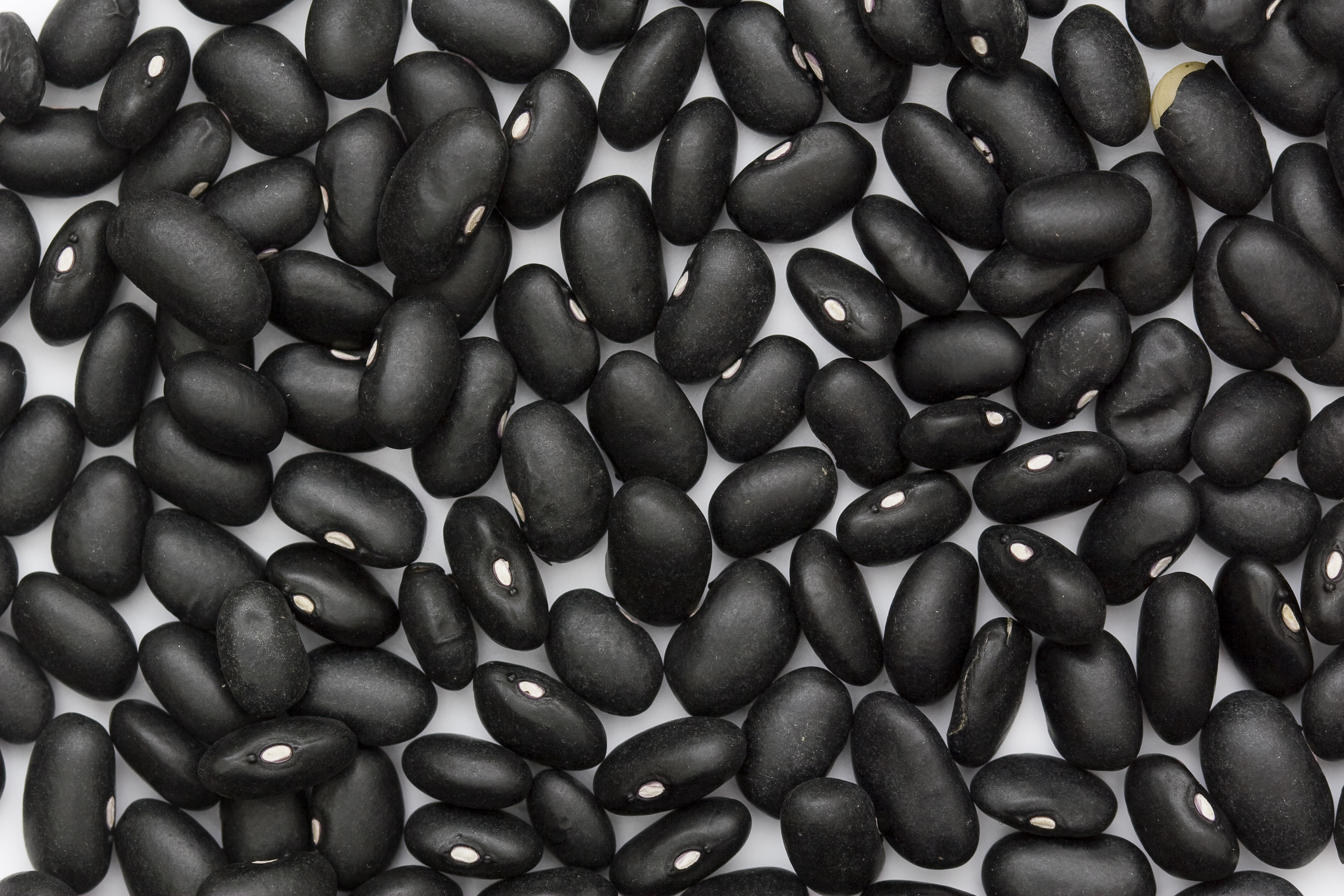